# Dumbravnic
Dumbravnic (Melittis melissophyllum) este o plantă erbacee perenă, cu frunze late și flori de diverse culori: albe, roz, purpurii. Are un miros caracteristic. Este folosită ca plantă medicinală și, în mediul rural, ca antidot împotriva moliilor.